# Ігровий картридж

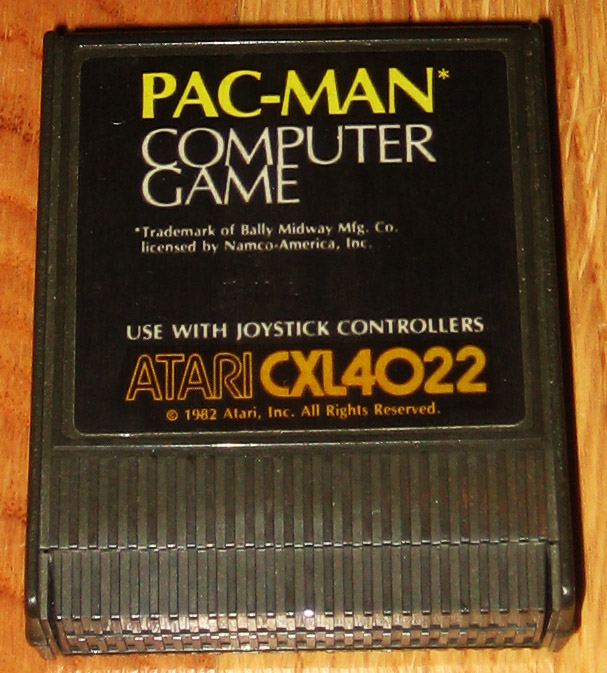
Картридж гри Pac-man для Atari

Ігровий картридж — електронний пристрій на основі мікросхем ППЗ, призначений для зберігання змінної ігрової програми у гральних консолях, ігрових автоматах та в низці побутових комп'ютерів. Назва походить від англійського слова cartridge (набій), використовуються також скорочення «cart» і назва «game pack» (а також «Game Pak», торговельна марка, що використовувалася фірмою Nintendo). 
Картриджі почали застосовувати в ігрових системах у кінці 1970-х років. Найбільш ранньою системою зі змінними іграми, що використовувала ідею картриджів, прийнято вважати консоль Magnavox Odyssey (1968 рік). Однак, її «ігрові карти» не містили активної електроніки, вони лише комутували частини внутрішньої схеми консолі, що не дозволяло зберігати на них довільну ігрову програму — набір можливих ігор визначався лише електронікою самої консолі. Першою ігровою консоллю зі справжніми картриджами, що містять ігрову програму, є Fairchild Channel F (1976). Останньою з домашніх ігрових консолей, що використовували картриджі, стала Nintendo 64 (1996). Усі наступні консолі як змінний носій даних використовували CD-ROM (який у подібних цілях почав застосовуватися з кінця 1980-х років). Проте, завдяки своїм малим габаритам і вазі, а також відсутності рухомих частин, картриджі досі застосовуються в кишенькових ігрових консолях, наприклад, у Nintendo DS. 
У побутових (домашніх) комп'ютерах картриджі застосовувалися протягом 1980-х років, до того, як отримали широке розповсюдження приводи гнучких дисків (дисководи). Окрім ігор, на них випускалося часто використовуване ПЗ, зокрема, інтерпретатори різних мов програмування.

## Конструкція

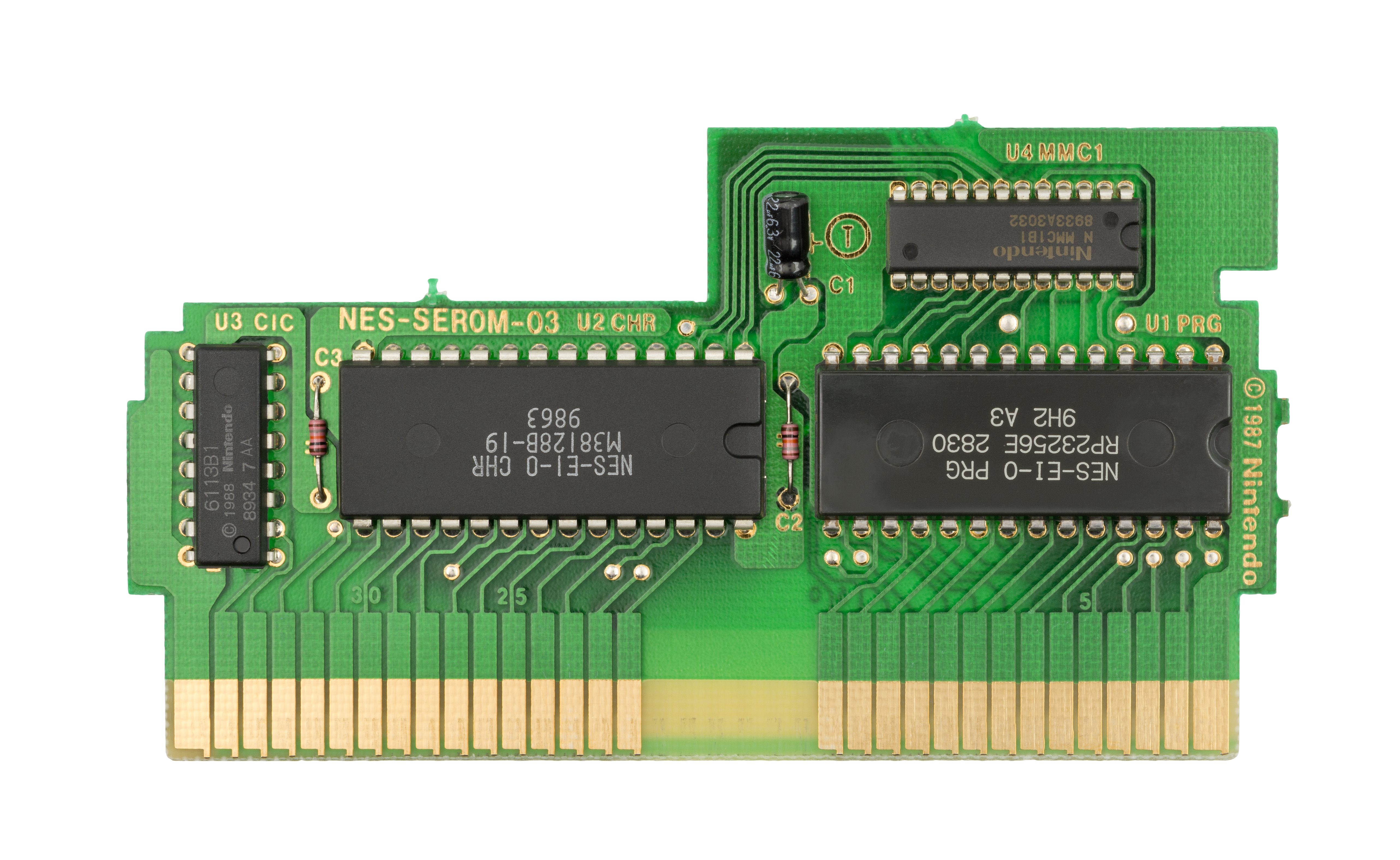
Картридж гри Tetris для Nintendo NES (без корпуса)

Ззовні картридж являє собою невеликий прямокутний пластиковий корпус, зазвичай з наліпкою (стікером), що містить логотип або назву гри. На одному з торців картриджа розташовується крайовий роз'єм, що є частиною друкованої плати картриджа. На роз'єм виводяться шини адреси й даних системи, а також ряд керувальних сигналів і живлення. На деяких старих ігрових системах роз'єм картриджа був захищений рухомою кришкою, що зсувається при вставлянні картриджа у слот консолі. Згодом від такої конструкції відмовилися, оскільки вона ускладнювала виробництво й могла призвести до механічних проблем; замість цього картриджі почали випускати в упаковці у вигляді пластикових або картонних боксів, схожих на чохли для відеокасет. 
На платі картриджа розташовується його електроніка. Як мінімум це один або декілька маскових пристроїв ППЗ (одноразово спрограмованих у процесі виготовлення), що містять ігрову програму й дані. Вони можуть бути виконані як у власних корпусах, так і без корпусу, у вигляді монтованих на поверхню плати кристалів, залитих компаундом (така конструкція дешевша у виробництві, але менш стійка до механічних впливів). Додатково картридж може містити різні пристрої, що розширюють функціональність консолі. Це, наприклад, може бути додатковий ОЗП; або ОЗП з батарейним живленням, для збереження ігрових результатів між сеансами гри. Також це можуть бути пристрої керування пам'яттю розширеного обсягу (для обходження закладених у конструкції консолі обмежень); додаткові процесори, звукові та графічні співпроцесори. 

## Переваги та недоліки

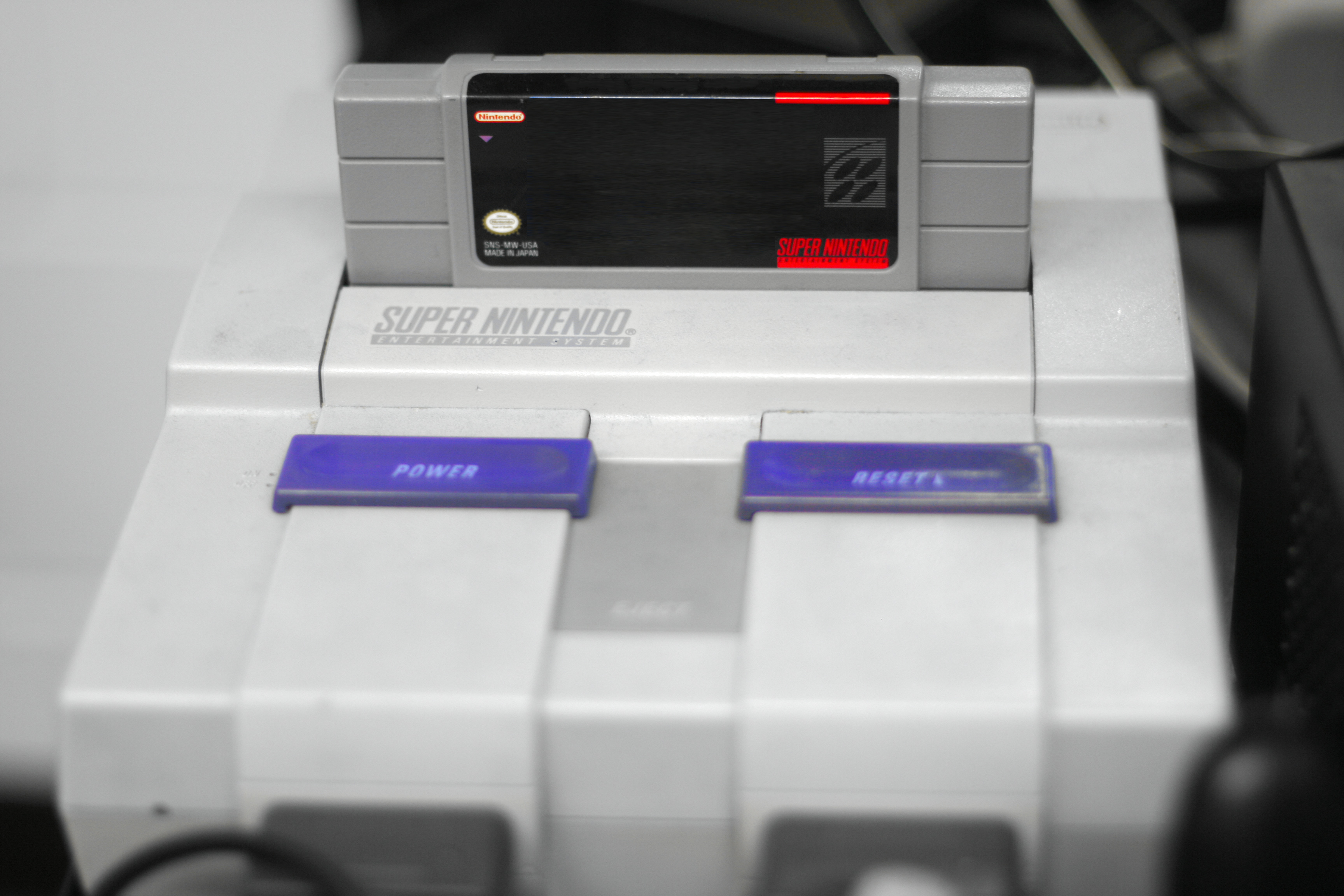
Картридж, вставлений до приставки SNES

Картриджі мають низку переваг перед будь-якими змінними носіями даних. Процесор прямо звертається до ППЗ картриджа, так само, як і до власної пам'яті системи, що дозволяє отримати досить високу швидкість доступу до даних. З цієї ж причини, системі не потребує наявності великого обсягу оперативної пам'яті, куди завантажувалися б дані за умов використання повільного зовнішнього носія. Це знижує вартість самої системи. Відсутність рухомих частин, окрім швидкості доступу, означає довговічність такого носія. Можливість розташовувати в картриджі додаткові пристрої, що розширюють можливості системи, дозволяє подовжити термін життя застарілої консолі (найбільш активно користувалася цим фірма Nintendo у випадку з її консолями NES та SNES, компанія SEGA). Копіювання картриджа користувачами істотно складніше від копіювання програми на магнітній стрічці, дискеті або компакт-диску. 
Проте, картриджі мають і низку недоліків. Найбільш значущим із них була їх вартість. Вона складалася з великої кількості складових частин в конструкції, що призводять до ускладнення виробництва, а також вартості мікросхем ППЗ великого обсягу (що було актуально до кінця 1990-х років). Додаткові чипи, у разі їх використання, також підвищували вартість картриджів. Через необхідність не збільшувати ціну на ігри понад прийнятний рівень, їх розробникам доводилося погоджуватися з обмеженнями на обсяг пам'яті картриджа. На початку 1980-х обсяг картриджів обмежувався десятками кілобайт, у 1990-х він зріс до одиниць мегабайт. Із середини 1990-х і по теперішній час обсяг картриджів становить десятки мегабайт. 
Також, до недоліків картриджів можна віднести їх чутливість до зовнішніх впливів, зокрема до статичної електрики і механічних впливів (неминучих під час їх експлуатації). Це робить картриджі менш надійними порівняно з компакт-дисками. Як приклад ненадійності можна навести випадок несправності картриджів, який трапляється досить часто: через механічні навантаження, що виникають під час вставляння картриджа у слот консолі, виникають мікротріщини в платі, які порушують його нормальну роботу. Особливо до цього схильні картриджі з безкорпусним виконанням мікросхем. Така конструкція робить можливим обрив з'єднань кристалів мікросхем із платою. Також, окрім можливості пошкодження самого картриджа, при активній експлуатації можливий швидке зношення роз'єму на самій консолі (що є досить частою причиною виходу консолі з ладу).

## Перезаписувані картриджі

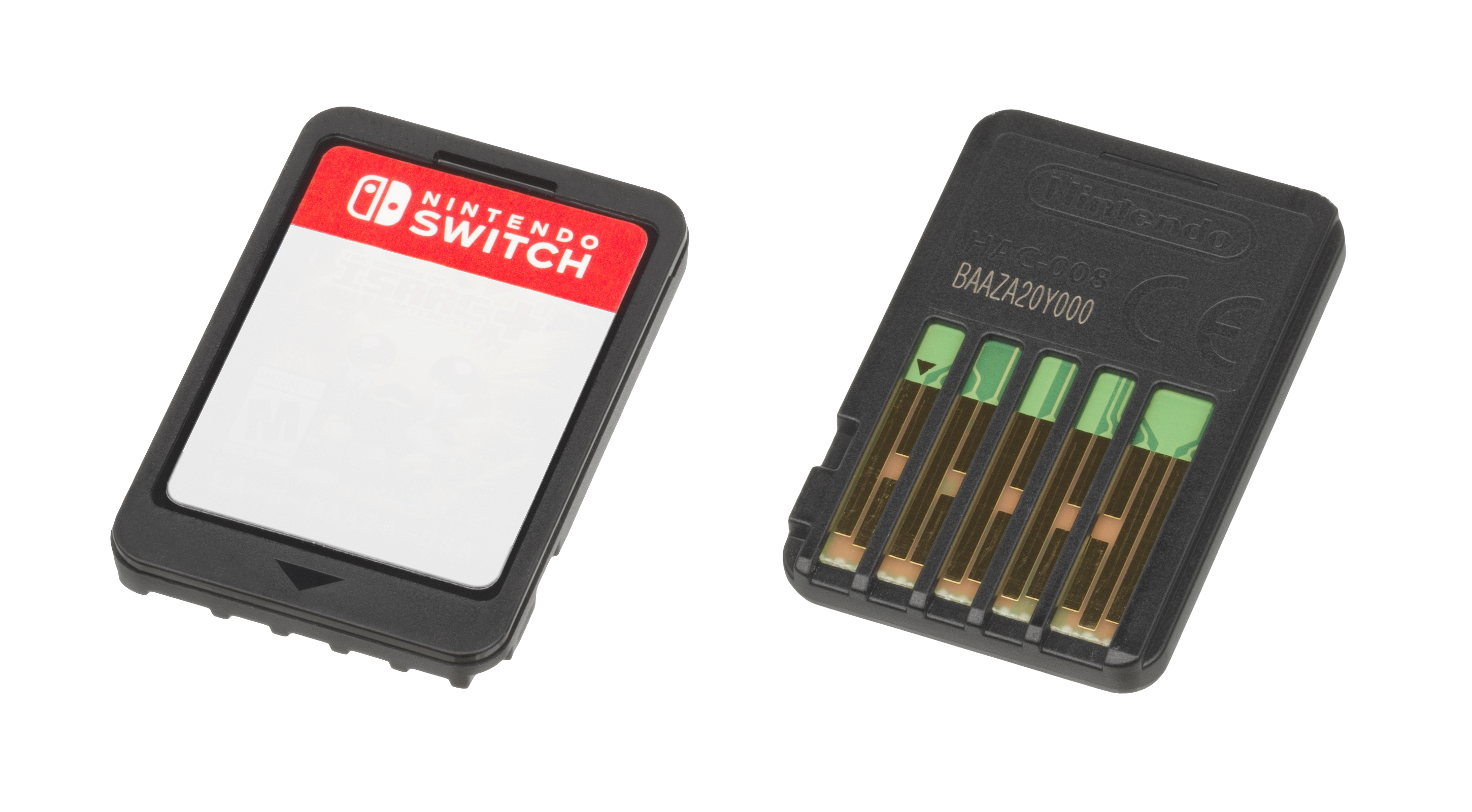
Флеш-картридж для Nintendo Switch

Однією з основних властивостей картриджів є неможливість їх перезаписування - інформація в них програмується відразу в процесі виготовлення маскових пристроїв ППЗ (процес підготування до виробництва таких пристроїв має високу вартість). Проте, у багатьох випадках, наприклад, під час розробки програми та її тестування на реальній системі необхідна можливість багаторазового перезаписування. Спочатку з цією метою використовувалися картриджі з установленими панельками для зміни пристроїв ППЗ, і багаторазово програмовні пристрої ППЗ (з ультрафіолетовим або електричним стиранням), дані на які записувалися за допомогою звичайного програматора ППЗ. Рідше застосовувалися RAM-картриджі, що містять замість ППЗ мікросхеми ОЗП, зазвичай статичного, з батарейним живленням. Дані на них записувалися за допомогою спеціальних пристроїв. Цей варіант дорожчий через більш високу вартість на статичний ОЗП великого обсягу порівняно з ППЗ такого самого обсягу. 
У кінці 1980-х - на початку 1990-х років для низки ігрових консолей з'явилися так звані backup unit, або copybox (немає українського терміна) - пристрої, що підключаються до гнізда картриджа або системного роз'єму консолі. Вони призначалися для копіювання ігрової програми картриджа на перезаписувані носії, наприклад, на дискети, або у внутрішню пам'ять пристрою, та подальшого використання гри без оригінального картриджа. Такі пристрої вироблялися сторонніми виробниками без ліцензії, оскільки по суті вони були засобом нелегального копіювання ігрового ПЗ. Подібні пристрої також збиралися любителями (низку схем таких пристроїв було опубліковано в тому числі й у Росії, наприклад, у журналі «Радіо»). Однак, такі пристрої не розв'язували проблеми копіювання ігор, що використовують додаткову апаратуру у складі картриджа. 
У наш час, з падінням цін на флеш-пам'ять, з'явилися так звані флеш-картриджі. Вони створені для великої кількості старих ігрових систем, розробляються й виробляються ентузіастами. Також існують флеш-картриджі для сучасних кишенькових консолей, вони виробляються сторонніми розробниками без ліцензії. Такі картриджі використовуються як для розробки аматорського ПЗ для ігрових консолей, так і для використання дампів ігор, зазвичай використовуваних за допомогою емуляторів, на реальних системах. Проблема додаткової апаратури у складі картриджа в сучасних флеш-картриджах розв'язується за допомогою мікросхем програмовної логіки. 